# Rechtsetzung der Europäischen Union

Als eigenständige Organisation mit Rechtspersönlichkeit hat die Europäische Union auch eigene Rechtsetzungsbefugnisse in Form von Rechtsakten (in Abgrenzung zu den EU-Verträgen auch sekundäres Unionsrecht genannt). Sie werden in Gesetzgebungsakte und Rechtsakte ohne Gesetzescharakter eingeteilt.
Die Rechtssetzung erfolgt nach einem Gesetzgebungsverfahren ähnlich dem in den meisten demokratischen Staaten, an dem das Europäische Parlament als Volksvertretung sowie der Rat der Europäischen Union als Vertretung der Mitgliedstaaten (Länderkammer) teilnimmt. Hierbei wird unterschieden zwischen dem ordentlichen Gesetzgebungsverfahren, welches den Großteil der Rechtssetzungsakte ausmacht, und dem besonderen Gesetzgebungsverfahren, welches nur in Ausnahmefällen zur Anwendung kommt.

## Gegenstände der Rechtsetzung
Die Europäische Union kann nur in den Bereichen tätig werden, in denen ihre Mitgliedsländer die Kraft der EU-Verträge dazu ermächtigt haben.

### Grundsätze
Der Grundsatz der begrenzten Einzelermächtigung besagt, dass die EU nur über jene Zuständigkeiten verfügt, die ihr durch die von allen Mitgliedstaaten ratifizierten EU-Verträge verliehen wurden.
Der Grundsatz der Verhältnismäßigkeit bedeutet, dass die EU nur Maßnahmen erlassen darf, die geeignet und erforderlich sind, um die die in den Verträgen enthaltenen Aufgaben zu erfüllen.
Der Grundsatz der Subsidiarität beinhaltet, dass in Bereichen, in denen entweder die EU oder nationale Regierungen tätig werden können, die EU nur eingreifen darf, wenn sie ein Problem wirksamer lösen kann.

### Ausschließliche Zuständigkeit
In folgenden Politikbereichen hat die EU alleinige Gesetzgebungsbefugnis, es sei denn, die EU räumt den Mitgliedstaaten ein, bestimmte Rechtsvorschriften selbst zu verabschieden: Zollunion, Wettbewerbsregeln für den Binnenmarkt, Währungspolitik für die Länder des Euro-Raums, Handel und internationale Abkommen (in bestimmten Fällen) und Meerespflanzen und -tiere im Rahmen der gemeinsamen Fischereipolitik.

### Geteilte Zuständigkeit
In bestimmten Bereichen haben sowohl die EU als auch die Mitgliedsländer das Recht, Rechtsvorschriften zu erlassen, wobei die Mitgliedsländer dies nur tun können, wenn die EU keine entsprechenden Vorschriften erlassen hat oder plant: Binnenmarkt, Beschäftigung und Soziales, Wirtschaftlicher, sozialer und territorialer Zusammenhalt, Landwirtschaft, Fischerei, Umwelt, Verbraucherschutz, Transport, Transeuropäische Netze, Energie, Justiz und Grundrechte, Migration und Inneres, Öffentliche Gesundheit (für die in Artikel 168 des Vertrags über die Arbeitsweise der Europäischen Union definierten Aspekte), Forschung und Raumfahrt, Entwicklungszusammenarbeit und humanitäre Hilfe.

### Unterstützende Zuständigkeit
In bestimmten Bereichen hat die EU nur die Möglichkeit, die Maßnahmen der Mitgliedstaaten zu unterstützen, zu koordinieren oder zu ergänzen, ohne eigene Rechtsvorschriften zu erlassen oder in deren legislativen Maßnahmen einzugreifen: Öffentliche Gesundheit, Industrie, Kultur, Tourismus, Allgemeine und berufliche Bildung, Jugend und Sport, Zivilschutz, Administrative Zusammenarbeit.

### Besondere Zuständigkeit
In einigen Bereichen hat die EU besondere Zuständigkeiten, die ihr eine Sonderstellung einräumen oder ihr erlauben, über das hinauszugehen, was im Rahmen der Verträge zulässig ist: Koordinierung der Wirtschafts- und Beschäftigungspolitik, Festlegung und Umsetzung der Gemeinsamen Außen- und Sicherheitspolitik, unter strengen Bedingungen Tätigwerden außerhalb ihres normalen Zuständigkeitsbereichs („Flexibilitätsklausel“).

## Arten von Gesetzgebungsakten
Nach Art. 288 Vertrag über die Arbeitsweise der Europäischen Union (AEUV) werden EU-Rechtsakte nach ihren Rechtswirkungen eingeteilt in:
- Verordnungen (allgemeine Regelung mit unmittelbarer innerstaatlicher Geltung; entspräche im staatlichen Recht einem Gesetz)
- Richtlinien (allgemeine Regelung, die von den Mitgliedstaaten innerhalb einer bestimmten Frist in staatliches Recht umzusetzen ist; sie ist hinsichtlich des Zieles verbindlich, überlässt den Mitgliedstaaten jedoch die Wahl der Form und der Mittel)
- Beschlüsse (verbindliche Regelung im Einzelfall; eine Entscheidung ist nur für die darin bezeichneten Adressaten verbindlich; entspräche im staatlichen Recht einem Verwaltungsakt)
- Empfehlungen und Stellungnahmen (rechtlich nicht verbindlich)

## Initiativrecht
Die Europäische Kommission hat in der Regel das alleinige Initiativrecht für Gesetzgebungsakte. Das Europäische Parlament (gemäß Art. 225 AEUV) und der Rat der Europäischen Union (gemäß Art. 241 AEUV) können die Europäische Kommission jedoch dazu auffordern, einen Rechtsakt vorzuschlagen, woraufhin sie mindestens eine Stellungnahme abzugeben hat. Eine solche Aufforderung ist auch Unionsbürgern im Rahmen einer Bürgerinitiative möglich (Art. 11 EU-Vertrag und Art. 24 AEUV).
In einer verbindlichen Erklärung aus dem Jahr 2010 haben sich die Parlamentarier mit der Kommission geeinigt, den geltenden europarechtlichen Vorschriften eine Interpretationshilfe zu geben, sodass in Zukunft auf Anstoß des Parlamentes die Kommission innerhalb von zwölf Monaten einen Gesetzentwurf vorlegen oder innerhalb von drei Monaten detailliert begründen muss, warum sie es nicht macht. Somit hat das Europäische Parlament erstmals ein zumindest eingeschränktes Initiativrecht.
Auch in den Mitgliedstaaten wird der Löwenanteil der Gesetzgebung in den Regierungen vorbereitet. Wie in der EU werden nur solche Regelungen Gesetz, die das Parlament billigt. Ein eigenständiges Initiativrecht wäre der Schlussstein in der institutionellen Ausstattung des EU-Parlaments.

## Ordentliches Gesetzgebungsverfahren
Das ordentliche Gesetzgebungsverfahren (Art. 294 AEUV; früher Mitentscheidungs-, auch Kodezisionsverfahren, Code: COD) ist das mittlerweile wichtigste Gesetzgebungsverfahren. Hier hat das Parlament ein vollwertiges Mitbestimmungsrecht und kann einen Rechtsakt auch verhindern. Bei Meinungsverschiedenheiten zwischen Rat und Parlament ist die Einberufung eines Vermittlungsausschusses vorgesehen.
| Liste der Politikfelder mit ordentlichem Gesetzgebungsverfahren |
| --- |
| 1. Dienste von allgemeinem wirtschaftlichem Interesse (Artikel 14 AEUV) 2. Einzelheiten des Rechts auf Zugang zu Dokumenten (Artikel 15 Absatz 3 AEUV) 3. Schutz personenbezogener Daten (Artikel 16 Absatz 2 AEUV) 4. Maßnahmen zur Bekämpfung von Diskriminierungen aufgrund der Staatsangehörigkeit (Artikel 18 AEUV) 5. Grundprinzipien für Fördermaßnahmen im Bereich der Nichtdiskriminierung (Artikel 19 Absatz 2 AEUV) 6. Bestimmungen zur Erleichterung der Wahrnehmung des Rechts der Unionsbürger, sich im Hoheitsgebiet der Mitgliedstaaten frei zu bewegen und aufzuhalten (Artikel 21 Absatz 2 AEUV) 7. Europäische Bürgerinitiative (Artikel 24 AEUV) 8. Zusammenarbeit im Zollwesen (Artikel 33 AEUV) 9. Anwendung der Wettbewerbsregeln auf die gemeinsame Agrarpolitik (Artikel 42 EUV mit Verweis auf Artikel 43 Absatz 2 AEUV) 10. Gesetzgebung im Bereich der gemeinsamen Agrarpolitik (Artikel 43 Absatz 2 AEUV) 11. Freizügigkeit der Arbeitnehmer (Artikel 46 AEUV) 12. EU-Binnenmarkt – Maßnahmen der sozialen Sicherheit für Arbeitnehmer, die in der Gemeinschaft zu- und abwandern (Artikel 48 AEUV) 13. Niederlassungsrecht (Artikel 50 Absatz 1 AEUV) 14. Ausschluss bestimmter Tätigkeiten des Anwendungsbereichs der Bestimmungen zum Niederlassungsrecht in einem Mitgliedstaat (Artikel 51 zweiter Unterabsatz AEUV) 15. Koordinierung der Rechts- und Verwaltungsvorschriften, die eine Sonderregelung für Angehörige aus den anderen Mitgliedstaaten bei der Wahrnehmung des Niederlassungsrechts vorsehen (Artikel 52 Absatz 2 AEUV) 16. Koordinierung der Rechts- und Verwaltungsvorschriften der Mitgliedstaaten in Bezug auf den Zugang zu selbständigen Tätigkeiten und deren Ausübung sowie die gegenseitige Anerkennung der Diplome (Artikel 53 Absatz 1 AEUV) 17. Ausdehnung des Genusses der Bestimmungen über die Erbringung von Dienstleistungen auf Staatsangehörige eines Drittlandes, die innerhalb der Union ansässig sind. (Artikel 56 Unterabsatz 2 AEUV) 18. Liberalisierung der Dienstleistungen in bestimmten Bereichen (Artikel 59 Absatz 1 AEUV) 19. Dienstleistungen (Artikel 62 AEUV) 20. Festlegung weiterer Maßnahmen im Zusammenhang mit dem Kapitalverkehr mit Drittländern (Artikel 64 Absatz 2 AEUV) 21. Verwaltungsmaßnahmen in Bezug auf Kapitalbewegungen im Bereich der Verhütung und Bekämpfung von Kriminalität und Terrorismus (Artikel 75 AEUV) 22. Visa, Kontrollen an den Außengrenzen, Voraussetzungen, unter denen sich Drittstaatsangehörige frei bewegen können, Sicherung der Außengrenzen, Abschaffung der Kontrollen an den Binnengrenzen (Artikel 7 Absatz 2 AEUV) 23. Asyl, vorübergehender Schutz oder subsidiärer Schutzstatus für Personen (Artikel 78 Absatz 2 AEUV) 24. Einwanderung und Bekämpfung des Menschenhandels (Artikel 79 Absatz 2 AEUV) 25. Fördermaßnahmen zur Unterstützung der Integration von Drittstaatsangehörigen (Artikel 79 Absatz 4 AEUV) 26. Justizielle Zusammenarbeit in Zivilsachen (außer Familienrecht) (Artikel 81 Absatz 2 AEUV) 27. Justizielle Zusammenarbeit in Strafsachen – Verfahren, Zusammenarbeit, Weiterbildung, Kompetenzkonflikte, Mindestvorschriften für die gegenseitige Anerkennung gerichtlicher Urteile (Artikel 82 Absatz 1 und 2 AEUV) 28. Mindestvorschriften zur Festlegung von Straftaten und Strafen in Bereichen besonders schwerer grenzüberschreitender Kriminalität (Artikel 83 Absatz 1 und gegebenenfalls Absatz 2 AEUV) 29. Fördermaßnahmen im Bereich der Kriminalprävention (Artikel 84 AEUV) 30. Eurojust (Artikel 85 Absatz 1 zweiter Unterabsatz AEUV) 31. Einzelheiten für die Beteiligung des Europäischen Parlaments und der nationalen Parlamente an der Bewertung der Tätigkeit von Eurojust (Artikel 85 Absatz 1 dritter Unterabsatz AEUV) 32. Polizeiliche Zusammenarbeit (bestimmte Aspekte) (Artikel 87 Absatz 2 AEUV) 33. Europol (Artikel 88 Absatz 2 erster Unterabsatz AEUV) 34. Einzelheiten für die Kontrolle der Tätigkeiten von Europol durch das Europäische Parlament und die nationalen Parlamente (Artikel 88 Absatz 2 zweiter Unterabsatz AEUV) 35. Umsetzung der gemeinsamen Verkehrspolitik (Artikel 91 Absatz 1 AEUV) 36. Seeschifffahrt und Luftfahrt (Artikel 100 Absatz 2 AEUV) 37. Maßnahmen zur Angleichung der einzelstaatlichen Rechts- und Verwaltungsvorschriften, die die Verwirklichung oder das Funktionieren des Binnenmarktes zum Gegenstand haben, im Hinblick auf die Förderung der Verwirklichung der Ziele des Artikels 26 (Artikel 114 Absatz 1 AEUV) 38. Maßnahmen zur Beseitigung von Verfälschungen und Verzerrungen des Binnenmarkts (Artikel 116 AEUV) 39. Geistiges Eigentum der europäischen Rechtstitel ohne Sprachenregelungen (Artikel 118 erster Unterabsatz AEUV) 40. Multilaterale Überwachung (Artikel 121 Absatz 6 AEUV) 41. Änderung des Protokolls zur Satzung des ESZB und der EZB (Artikel 129 Absatz 3 AEUV) 42. Maßnahmen, die für die Verwendung des Euro erforderlich sind (Artikel 133 AEUV) 43. Anreizmaßnahmen zur Förderung der Beschäftigung (Artikel 149 AEUV) 44. Sozialpolitik (Artikel 153 Absätze 1, mit Ausnahme der Buchstaben c) d) f) und g), und 2 erster, zweiter und letzter Unterabsatz AEUV) 45. Sozialpolitik (Chancengleichheit, Gleichheit in Arbeits- und Beschäftigungsfragen, gleiches Entgelt) (Artikel 157 Absatz 3 AEUV) 46. Europäischer Sozialfonds (Artikel 164 AEUV) 47. Bildung (außer den Empfehlungen) (Artikel 165 Absatz 4 Buchstabe a) AEUV) 48. Sport (Artikel 165 Absatz 2 Buchstabe g) und Absatz 4 AEUV) 49. Berufliche Bildung (Artikel 166 Absatz 4 AEUV) 50. Kultur (außer den Empfehlungen) (Artikel 167 Absatz 5 erster Spiegelstrich AEUV) 51. Öffentliche Gesundheit – Maßnahmen, um den gemeinsamen Sicherheitsanliegen im Bereich der Volksgesundheit Rechnung zu tragen (Artikel 168 Absatz 4 AEUV) 52. Öffentliche Gesundheit – Fördermaßnahmen zum Schutz der menschlichen Gesundheit, insbesondere die Bekämpfung weit verbreiteter schwerer grenzüberschreitender Krankheiten sowie von Tabakkonsum und Alkoholmissbrauch (Artikel 168 Absatz 5 AEUV) 53. Verbraucherschutz (Artikel 169 Absatz 3 AEUV) 54. Transeuropäische Netze (Artikel 172 AEUV) 55. Industrie (Artikel 173 Absatz 3 AEUV) 56. Maßnahmen im Bereich des wirtschaftlichen und sozialen Zusammenhalts (Artikel 175 dritter Unterabsatz AEUV) 57. Strukturfonds (Artikel 177 erster Unterabsatz AEUV) 58. Kohäsionsfonds (Artikel 177 zweiter Unterabsatz AEUV) 59. Europäischer Fonds für regionale Entwicklung (Artikel 178 AEUV) 60. Forschungsrahmenprogramm (Artikel 182 Absatz 1 AEUV) 61. Verwirklichung des Europäischen Raumes der Forschung (Artikel 182 Absatz 5 AEUV) 62. Verwirklichung des Forschungsrahmenprogramms: Regeln für die Beteiligung der Unternehmen und für die Verbreitung der Forschungsergebnisse (Artikel 183 und 188 Unterabsatz 2 AEUV) 63. Forschungs-Zusatzprogramme für bestimmte Mitgliedstaaten (Artikel 184 und 188 Unterabsatz 2 AEUV) 64. Beteiligung an Forschungsprogrammen mehrerer Mitgliedstaaten (Artikel 185 und 188 Unterabsatz 2 AEUV) 65. Raumfahrtpolitik (Artikel 189 AEUV) 66. Umwelt (gemeinschaftliche Maßnahmen zur Erreichung der entsprechenden Ziele, außer bei Bestimmungen steuerlicher Art) (Artikel 192 Absatz 1 AEUV) 67. Aktionsprogramm im Umweltbereich (Artikel 192 Absatz 3 AEUV) 68. Energie mit Ausnahme steuerrechtlicher Maßnahmen (Artikel 194 Absatz 2 AEUV) 69. Tourismus – Maßnahmen zur Ergänzung der Maßnahmen in den Mitgliedstaaten (Artikel 195 Absatz 2 AEUV) 70. Katastrophenschutz zur Verhütung von Naturkatastrophen oder von vom Menschen verursachten Katastrophen (Artikel 196 Absatz 2 AEUV) 71. Verwaltungszusammenarbeit zur Durchführung des Unionsrechts durch die Mitgliedstaaten (Artikel 197 Absatz 2 AEUV) 72. Handelspolitik – Umsetzungsmaßnahmen (Artikel 207 Absatz 2 AEUV) 73. Entwicklungszusammenarbeit (Artikel 209 Absatz 1 AEUV) 74. Wirtschaftliche, finanzielle und technische Zusammenarbeit mit Drittländern (Artikel 212 Absatz 2 AEUV) 75. Allgemeiner Rahmen für die Maßnahmen im Bereich der humanitären Hilfe (Artikel 214 Absatz 3 AEUV) 76. Europäisches Freiwilligenkorps für humanitäre Hilfe (Artikel 214 Absatz 5 AEUV) 77. Satzung der politischen Parteien auf europäischer Ebene und Vorschriften über ihre Finanzierung (Artikel 224 AEUV) 78. Einrichtung von Fachgerichten (Artikel 257 AEUV) 79. Änderung der Satzung des Gerichtshofes mit Ausnahme ihres Titels I und ihres Artikels 64 (Artikel 281 AEUV) 80. Modalitäten der Kontrolle der Durchführungsbefugnisse (Artikel 291 Absatz 3 AEUV) 81. Europäische Verwaltung (Artikel 298 Absatz 2 AEUV) 82. Aufstellung der Haushaltsordnung (Artikel 322 Absatz 1 AEUV) 83. Bekämpfung von Betrug, der sich gegen die finanziellen Interessen der Union richtet (Artikel 325 Absatz 4 AEUV) 84. Statut der Beamten und Beschäftigungsbedingungen für die sonstigen Bediensteten der Union (Artikel 336 AEUV) 85. Statistiken (Artikel 338 Absatz 1 AEUV) |
| Anmerkungen 1. 2. 3. 4. |

## Besonderes Gesetzgebungsverfahren
Das besondere Gesetzgebungsverfahren findet nur in explizit in den Verträgen vorgesehenen (seltenen) Fällen statt. Das genaue Verfahren wird in den jeweiligen Rechtsgrundlagen festgelegt und orientiert sich in der Regel nach den unten genannten Möglichkeiten. Nach Art. 289 AEUV entscheidet dabei der Rat der Europäischen Union mit Beteiligung des Europäischen Parlaments oder ausnahmsweise das Europäische Parlament mit Beteiligung des Rates der Europäischen Union allein. Die wichtigsten Verfahren sind das Konsultationsverfahren und das Zustimmungsverfahren.
| Liste der Politikfelder mit besonderem Gesetzgebungsverfahren |
| I – Ad hoc-Verfahren |
| --- |
| 1. Jahreshaushaltsplan – Gemeinsamer Beschluss EP – Rat (Artikel 314 AEUV) |
| II – Alleinige Rechtsakte des Europäischen Parlaments |
| 1. Statut der Mitglieder des Europäischen Parlaments (Artikel 223 Absatz 2 AEUV): Beschluss des Europäischen Parlaments aus eigener Initiative nach Zustimmung des Rates (einstimmig in Bezug auf die Steuerregelung) und nach Anhörung der Kommission 2. Einzelheiten der Ausübung des Untersuchungsrechts (Artikel 226 dritter Unterabsatz AEUV): Beschluss des Europäischen Parlaments aus eigener Initiative nach Zustimmung des Rates und der Kommission 3. Statut des Bürgerbeauftragten (Artikel 228 Absatz 4 AEUV): Beschluss des EP aus eigener Initiative nach Zustimmung des Rates und nach Stellungnahme der Kommission |
| III – Alleinige Rechtsakte des Rates |
| A. Einstimmigkeit und Zustimmung des Europäischen Parlaments (AVC) 1. Maßnahmen zur Bekämpfung von Diskriminierungen (Artikel 19 Absatz 1 AEUV) 2. Ausweitung der Rechte im Zusammenhang mit der Unionsbürgerschaft (Artikel 25 AEUV) – nationale Ratifizierung erforderlich 3. Europäische Staatsanwaltschaft (Artikel 86 Absatz 1 AEUV) 4. Einheitliches Wahlverfahren (Artikel 223 Absatz 1 AEUV): auf Initiative und mit Zustimmung des EP – nationale Ratifizierung erforderlich 5. Mehrjähriger Finanzrahmen (Artikel 312 Absatz 2 AEUV) B. Einstimmigkeit und Anhörung des Europäischen Parlaments (CNS) 1. Artikel 6 EUV (mit Artikel 218 Absatz 6 und 8): Beitritt zur EMRK – Beschluss des Rates auf Vorschlag des Verhandlungsführers der Übereinkunft (grundsätzlich die Kommission), nach Zustimmung des EP 2. Maßnahmen in Bezug auf die soziale Sicherheit oder den sozialen Schutz (Artikel 21 Absatz 3 AEUV) 3. Staatsangehörigkeit: Aktives und passives Wahlrecht bei den Kommunalwahlen und bei den Wahlen zum Europäischen Parlament im Wohnsitzmitgliedstaat (Artikel 22 AEUV) 4. Festlegung von Maßnahmen, die im Rahmen des Unionsrechts für die Liberalisierung des Kapitalverkehrs mit Drittländern einen Rückschritt darstellen (Artikel 64 Absatz 3 AEUV) 5. Maßnahmen in Bezug auf Pässe, Personalausweise und Aufenthaltstitel (Artikel 77 Absatz 3 AEUV) 6. Justizielle Zusammenarbeit in Zivilsachen in Bezug auf Maßnahmen zum Familienrecht mit grenzüberschreitenden Bezügen (Artikel 81 Absatz 3 AEUV) 7. Operative polizeiliche Zusammenarbeit (Artikel 87 Absatz 3 AEUV) 8. Tätigwerden der Behörden eines Mitgliedstaats im Hoheitsgebiet eines anderen Mitgliedstaats (Artikel 89 AEUV) 9. Harmonisierung der Umsatzsteuern und der indirekten Steuern (Artikel 113 AEUV) 10. Angleichung der Vorschriften, die sich unmittelbar auf den Binnenmarkt auswirken (Artikel 115 AEUV) 11. Sprachenregelung für die europäischen Rechtstitel (Artikel 118 AEUV) 12. Ersetzung des Protokolls über übermäßige Defizite (Artikel 126 Absatz 14 AEUV) 13. Besondere Aufgaben der Europäischen Zentralbank im Zusammenhang mit der Aufsicht über Kreditinstitute und sonstige Finanzinstitute (Artikel 127 Absatz 6 AEUV) 14. Sozialpolitik: soziale Sicherheit und sozialer Schutz der Arbeitnehmer, Schutz der Arbeitnehmer bei Beendigung des Arbeitsvertrags, Vertretung und kollektive Wahrnehmung der Arbeitnehmer- und Arbeitgeberinteressen und Beschäftigungsbedingungen der Staatsangehörigen von Drittländern (Artikel 153 Absatz 1 Buchstaben c), d), f) und g) und Absatz 2 Buchstabe b) AEUV) 15. Umwelt: steuerrechtliche Bestimmungen, Maßnahmen zur Raumordnung, Bewirtschaftung der Wasserressourcen und Bodennutzung sowie Maßnahmen, die die Energieversorgung und die verschiedenen Energiequellen berühren (Artikel 192 Absatz 2 AEUV) 16. Energie: steuerrechtliche Maßnahmen (Artikel 194 Absatz 3 AEUV) 17. Assoziierung der überseeischen Länder und Hoheitsgebiete mit der Union – Verfahren und Einzelheiten (Artikel 203 AEUV – mit Anhörung des EP) 18. Rechtsprechung der Gerichtshofes in Bezug auf geistiges Eigentum (Artikel 262 AEUV) 19. Änderung des Protokolls über die Satzung der Europäischen Investitionsbank (Artikel 308 dritter Unterabsatz) 20. Eigenmittel der Union – Obergrenze und Einführung neuer Kategorien von Eigenmitteln (Artikel 311 dritter Unterabsatz AEUV) – nationale Ratifizierung erforderlich C. Qualifizierte Mehrheit und Zustimmung des EP (AVC) 1. Durchführungsmaßnahmen zu dem System der Eigenmittel der Union (Artikel 311 Unterabsatz 4 AEUV) D. Qualifizierte Mehrheit und Anhörung des EP (CNS) 1. Maßnahmen zur Erleichterung des diplomatischen Schutzes (Artikel 23 AEUV – Verabschiedung von Richtlinien mit besonderem Gesetzgebungsverfahren) 2. Forschung: Spezifische Programme zur Durchführung des Rahmenprogramms (Artikel 182 Absatz 4 AEUV) 3. Gebiete in äußerster Randlage (Artikel 349 zweiter Unterabsatz AEUV) |
| Anmerkungen 1. 2. |

### Zustimmungsverfahren (AVC)
Das Zustimmungsverfahren (Code: AVC) wurde mit der Einheitlichen Europäischen Akte eingeführt und gibt dem Parlament die Möglichkeit, der Annahme bestimmter Vorschläge der Kommission zuzustimmen oder seine Zustimmung zu verweigern. Das Parlament hat in diesen Bereichen demnach ein Vetorecht, kann die Vorschläge jedoch nicht abändern. Nach Zustimmung des Parlaments entscheidet der Rat über die Annahme des Vorschlags, und zwar mit qualifizierter Mehrheit oder, wo dies ausdrücklich vorgesehen ist, einstimmig. Er kann den Vorschlag der Kommission jedoch durch einstimmigen Beschluss auch abändern.
Das Verfahren war ursprünglich nur für den Abschluss von Assoziierungsabkommen oder die Prüfung von Anträgen auf den Beitritt zur Europäischen Gemeinschaft vorgesehen und findet derzeit zum Beispiel in folgenden Bereichen Anwendung:
- Subsidiäre Handlungsermächtigung (Art. 352 AEUV)
- Aspekte der Nichtdiskriminierung und Unionsbürgerschaft (Art. 19 und Art. 25 AEUV);
- Schaffung einer Europäischen Staatsanwaltschaft (Art. 86 AEUV)
- Verfahren für allgemeine unmittelbare Wahlen des Europäischen Parlaments (Art. 223 AEUV);
- Bestimmte internationale Übereinkünfte, insbesondere wenn bei interner Gesetzgebung das Parlament zu beteiligen wäre (Art. 218 AEUV);
- Finanzierung aus Eigenmitteln der Union; Eigenmittelbeschluss  (Art. 311 AEUV)
- Mehrjähriger Finanzrahmen (Art. 312 AEUV)

### Konsultationsverfahren (CNS)
Das Konsultations- oder Anhörungsverfahren (Code: CNS) findet nur noch in den seltenen Fällen Anwendung, die nicht ausdrücklich dem Verfahren der Zustimmung oder dem ordentlichen Gesetzgebungsverfahren unterliegen. Es war das ursprüngliche Rechtsetzungsverfahren der Europäischen Gemeinschaften.
Nach einem Vorschlag der Kommission und Stellungnahme des Europäischen Parlaments sowie gegebenenfalls des Europäischen Wirtschafts- und Sozialausschusses und des Ausschusses der Regionen entscheidet der Rat über die Annahme des Vorschlags, mit qualifizierter Mehrheit, wobei jedes Ratsmitglied aus „wesentlichen Gründen der nationalen Politik, die es auch nennen muss“ ein Veto einlegen kann (Art. 31 Abs. 2, Unterabsatz 2 EUV). Bei diesem Verfahren kann das Parlament einen Gesetzgebungsvorschlag billigen oder ablehnen oder Abänderungen dazu vorschlagen. Der Rat ist rechtlich nicht an die Stellungnahme des Parlaments gebunden, jedoch darf er gemäß der Rechtsprechung des Gerichtshofs keinen Beschluss fassen, solange das Parlament keine Stellungnahme abgegeben hat. Dies ermöglicht ihm ein gewisses Vetorecht.

### Ehemaliges Verfahren:Verfahren der Zusammenarbeit (SYN)
Das Verfahren der Zusammenarbeit (Code SYN, zuletzt in Art. 252 EG-Vertrag geregelt) gab dem Europäischen Parlament bei seiner Einführung durch die Einheitliche Europäische Akte das erste Mal die Möglichkeit, am Gesetzgebungsprozess nicht nur beratend mitzuwirken. Das Parlament kann den Gemeinsamen Standpunkt des Rates abändern; anders als beim Mitentscheidungsverfahren beschließt aber letztendlich der Rat allein.
Nach dem Vertrag von Amsterdam war das Verfahren bestimmten Bereichen der Wirtschafts- und Währungsunion vorgesehen. Im Vertrag von Lissabon wurde das Verfahren der Zusammenarbeit gänzlich abgeschafft.

## Rechtsakte ohne Gesetzescharakter
Neben den Gesetzgebungsakten kennt der Vertrag über die Arbeitsweise der Europäischen Union auch Rechtsakte ohne Gesetzescharakter (Art. 290 AEUV). Diese basieren, wie die delegierten Rechtsakte und die Durchführungsrechtsakte, auf Gesetzgebungsakten oder aber direkt auf den Verträgen.

### Delegierte Rechtsakte
Um die Detailflut der Gesetzgebungsakte zu reduzieren, sieht der Vertrag von Lissabon die Schaffung delegierter Rechtsakte vor. Der Rat und das Parlament können in Gesetzgebungsakten die Kommission ermächtigen, delegierte Rechtsakte zu erlassen (Art. 290 AEUV). Diese entsprechen damit etwa den deutschen Rechtsverordnungen. Diese delegierten Rechtsakte können zur Ergänzung oder Änderung nicht wesentlicher Punkte des Gesetzgebungsaktes führen.
Auch im Falle der delegierten Gesetzgebung verbleibt den eigentlichen Gesetzgebungsorganen das Recht,
- die Befugnis der Kommission zu entziehen oder
- gegen die Entscheidung der Kommission in einer angemessenen Frist Einwände zu erheben; werden solche erhoben, so tritt der Beschluss der Kommission nicht in Kraft (Art. 290 AEUV).

In beiden Fällen ist es ausreichend, wenn der Rat, mit qualifizierter Mehrheit, oder das Parlament mit der Mehrheit seiner Mitglieder einen entsprechenden Beschluss fassen.
Die Anwendung delegierter Rechtsakte legt der Vertrag über die Arbeitsweise der Europäischen Union (AEUV) fest. Die Bedingungen für die Befugnisübertragung werden in jedem Gesetzgebungsverfahren einzeln festgelegt.

### Durchführungsrechtsakte
Gem. Art. 291 Abs. 1 AEUV ergreifen grundsätzlich die Mitgliedstaaten alle zur Durchführung der verbindlichen Rechtsakte der Union erforderlichen Maßnahmen nach innerstaatlichem Recht.
Bedarf es jedoch einheitlicher Bedingungen für die Durchführung der verbindlichen Rechtsakte der Union, so werden mit diesen Rechtsakten der Kommission oder dem Rat Durchführungsbefugnisse übertragen (Art. 291 Abs. 2 AEUV). Soweit die Kommission Durchführungsrechtsakte erlässt, wird sie von den Mitgliedstaaten im Rahmen besonderer Ausschüsse kontrolliert (Komitologie). Näheres darüber bestimmt die Verordnung (EU) Nr. 182/2011, die der Rat und das Europäische Parlament gem. Art. 291 Abs. 3 AEUV erlassen haben.

### Rechtsakte aufgrund der Verträge
Neben den genannten Verfahren gibt es weitere Rechtsakte ohne Gesetzgebungscharakter, die die Organe der Europäischen Union jeweils nach Maßgabe der in den Verträgen vorgesehenen Regelungen treffen. Neben den Gesetzgebungsorganen Rat und Parlament können solche Rechtsakte auch von anderen Institutionen, etwa der Europäischen Kommission oder der Europäischen Zentralbank, erlassen werden.
Ein wichtiger Bereich, in dem der Rat vollständig ohne die Beteiligung des Parlaments entscheidet, ist die Gemeinsame Außen- und Sicherheitspolitik. Beschlüsse erfordern dabei stets Einstimmigkeit, soweit der Europäische Rat nicht nach Art. 31 Absatz 2 oder 3 EUV den Rat einstimmig ermächtigt hat, im Einzelfall mit qualifizierter Mehrheit zu beschließen. Davon ausgenommen sind jedoch Beschlüsse mit Verteidigungsbezug.
Bestimmte Rechtsakte ohne Gesetzgebungscharakter werden ähnlich wie die Gesetzgebungsakte von Rat und Europäischem Parlament gemeinsam erlassen. Dabei werden ebenfalls die oben beschriebenen Verfahren, wie das Anhörungsverfahren oder das Zustimmungsverfahren, angewandt. Beispiele dafür sind:
- Internationale Übereinkünfte: Nach Art. 218 AEUV beschließt in der Regel der Rat; insbesondere wenn für entsprechende Gesetzgebungsakte eine Zustimmung des Parlaments notwendig ist, so ist seine Zustimmung auch für entsprechende internationale Übereinkünfte notwendig.
- Feststellung von Menschenrechtsverletzungen (Art. 7 EUV): Hier beschließt der Europäische Rat bzw. der Rat mit Zustimmung des Europäischen Parlaments.
- Vereinfachtes Vertragsänderungsverfahren (Art. 48 EUV): Hier beschließt der Europäische Rat mit Zustimmung des Europäischen Parlaments.
- Beitritt neuer Mitgliedstaaten (Art. 49 EUV): Hier beschließt der Rat mit Zustimmung des Europäischen Parlaments.
- Modalitäten beim Austritt von Mitgliedstaaten (Art. 50 EUV): Hier beschließt der Rat mit Zustimmung des Europäischen Parlaments
- Genehmigung der verstärkten Zusammenarbeit.

## Bezeichnung von Rechtsakten
Seit 1. Januar 2015 wird eine einheitliche Nummerierung von Rechtsakten der Europäischen Union angewandt. Diese wird vom Amt für Veröffentlichungen der Europäischen Union festgelegt. Ziel und Zweck ist es, eine Harmonisierung und Vereinfachung der Bezeichnungen zu erreichen. Rechtsakte werden daher grundsätzlich wie folgt bezeichnet und nummeriert, wobei lediglich die Nummerierung vom Amt für Veröffentlichungen der EU vergeben wird: Art des Rechtsaktes (Vertragskürzel) YYYY/Nr.

### Beispiele ab 1. Januar 2015
- VO (EU) 2015/1 = Verordnung (VO) der Europäischen Union (EU) aus dem Jahr 2015 (immer vierstellig) mit der fortlaufenden Nr. 1 (erster Rechtsakt im Jahr 2015. Es werden nun laufende Nummern, unabhängig von der Art des Dokuments und dem zugrunde liegenden Vertrag vergeben).
- Beschluss (EU, Euratom) 2015/2 = Rechtsakt Beschluss der Europäischen Union (EU) und Euratom aus dem Jahr 2015 mit der fortlaufenden Nr. 2 (zweiter Rechtsakt im Jahr 2015).
- Verordnung (EU) 2015/3 des Europäischen Parlaments und des Rates …
- Richtlinie (EU) 2015/4 des Europäischen Parlaments und des Rates …
- Beschluss (EU) 2015/5 des Rates …
- Beschluss (GASP) 2015/6 des Rates …
- Delegierte Verordnung (EU) 2015/7 der Kommission …
- Durchführungsrichtlinie (EU) 2015/8 der Kommission …
- Beschluss (EU) 2015/9 des Europäischen Parlaments …
- Beschluss (EU, Euratom) 2015/10 des Europäischen Parlaments …

Anmerkung: Fettschrift in den Beispielen nur zur Darstellung!

### Vorherige Bezeichnungen
Die bisherigen Bezeichnungen / Nummerierungen, die bis 1. Januar 2015 angewendet wurden, bleiben weiterhin in Geltung (z. B.: Verordnung (EU) Nr. 524/2013 oder Richtlinie 2013/11/EU etc.). Ebenso werden bei internationalen Übereinkommen und bei Berichtigungen, besondere Regelungen angewandt.

### Sonderregelungen
Bestimmte Dokumente erhalten zwei Bezeichnungen:
- Rechtsakte und -instrumente der EZB, z. B.: Beschluss (EU) 2015/33 der Europäischen Zentralbank … (EZB/2015/1)
- Beschlüsse des Politischen und Sicherheitspolitischen Komitees, z. B.: Beschluss (GASP) 2015/258 des Politischen und Sicherheitspolitischen Komitees … (EUBAM Libya/1/2015)

Die vom Amt für Veröffentlichungen zugewiesene Nummer enthält bei den folgenden Dokumenten kein Vertragskürzel und wird in eckigen Klammern an das Ende des Titels gesetzt:
- Rechtsakte von Gremien, die durch internationale Übereinkommen eingesetzt wurden, z. B.: Beschluss Nr. 2/2015 des AKP-EU-Botschafterausschusses … [2015/45]
- Rechtsakte, die im Rahmen des Europäischen Wirtschaftsraums (EWR) verabschiedet wurden, z. B.: Beschluss des Gemeinsamen EWR-Ausschusses Nr. 58/2015 … [2015/100]
- Rechtsakte, die im Rahmen der Europäischen Freihandelsassoziation (EFTA) verabschiedet wurden, z. B.: Beschluss der EFTA-Überwachungsbehörde Nr. 02/10/KOL … [2015/101]
- Regelungen der Wirtschaftskommission der Vereinten Nationen für Europa (UNECE), z. B.: Regelung Nr. 28 der Wirtschaftskommission der Vereinten Nationen für Europa (UNECE) … [2015/46]

### Gerichtsentscheidungen
Für die harmonisierte Bezeichnung von Entscheidungen der Gerichte der Unionsmitgliedstaaten einschließlich des Gerichtshofs der Europäischen Union, des Europäischen Patentamts (Europäischen Patentgerichts) sowie aller anderer interessierter Staaten und internationaler Organisationen siehe: European Case Law Identifier.

## Kritikpunkte
Kritiker bemängeln, dass die Arbeitsweise, insbesondere bei den Verfahren der Zusammenarbeit und der Anhörung, nicht transparent genug sei (Komitologie). Insgesamt wird die Mitwirkungsmöglichkeit der nationalen Parlamente oft als zu begrenzt kritisiert (Demokratiedefizit der EU). Um dem entgegenzuwirken, ist im Vertrag von Lissabon, der am 1. Dezember 2009 in Kraft getreten ist, ein „Frühwarnsystem“ vorgesehen, in dem die nationalen Parlamente über alle Gesetzesvorhaben der Kommission unterrichtet werden und diese die Möglichkeit haben, die Einhaltung des Subsidiaritätsprinzips zu überprüfen und gegebenenfalls zu intervenieren. In jüngster Zeit wird auch ein „fast track“-Verfahren im sogenannten Trilog kritisiert.
Darüber hinaus arbeiten die Parlamente der Mitgliedstaaten in der Konferenz der Europaausschüsse (COSAC) zusammen.